# Риве
Риве (італ. Rive, п'єм. Rive) — муніципалітет в Італії, у регіоні П'ємонт, провінція Верчеллі.
Риве розташоване на відстані близько 500 км на північний захід від Рима, 60 км на схід від Турина, 12 км на південь від Верчеллі.
Населення — 479 осіб (2014).

## Демографія
Населення за роками:

Станом на 1 січня 2023 року в муніципалітеті офіційно проживало 19 іноземців з 4 країн, серед них 4 громадяни країн Євросоюзу.

## Сусідні муніципалітети
- Бальцола
- Костанцана
- Пертенго
- Стропп'яна
- Вілланова-Монферрато